# 키미제이
키미제이 제니킴(본명: 김희진, 1986년 10월 16일 ~ )는 대한민국의 패션 디자이너로, 브랜드 KIMMY.J를 운영하고 있다. 키미제이는 아티스트 콘텐츠 프로덕션 이보 EVAW 의 머천다이징을 담당하며 제니킴은 EVAW에서 2019년부터 활동하고 있다.

## 생애
- 2005년: 연세대학교 생활디자인학과에서 패션디자인학과 실내디자인학을 전공했다.
- 2009년: 한샘인테리어에서 디자이너로 근무했다.
- 2015년: 서울패션위크 제너레이션넥스트로 데뷔했다.
- 2016년: 파리의 팔레드도쿄에서 컬렉션을 선보였다.
- 2016년 ~ 2018년: 뉴욕 패션 위크 컨셉코리아에 참가했다.
- 2019년: SS 시즌까지 서울컬렉션에 참가했다. FW 시즌부터 단독 행사를 진행하고 있다.

## 수상 내역
- 2008 올리브TV 미션 탑크리에이터 VMD 우승
- 2012 Osaka HEP5 International Fashion Design Finalist
- 2014 Design for Asia Awards Bronze (Apparel)
- 2016 한국패션디자이너협회 신인상

## 방송
- 팟캐스트 복싴남녀 (현 서울패션라디오 SFR)
- 올리브TV 미션! 탑 크리에이터 VMD 2008
- 키미제이 (제니 킴) 24시간 인터뷰 (출처: 유튜브읽어주는남자  https://youtu.be/Da7nLUl-_NE )